# UEFA Women's Europa Cup
De UEFA Women's Europa Cup is een Europese voetbalbekercompetitie die in het seizoen 2025/26 van start zal gaan. Het bekertoernooi zal jaarlijks door de UEFA worden georganiseerd. Na de UEFA Women's Champions League is de UEFA Women's Europa Cup de belangrijkste clubcompetitie in Europa. 

## Geschiedenis
In december 2024 werd de naam bekendgemaakt voor de nieuwe competitie voor vrouwenclubs. De competitie zou gelden als tweede niveau onder de UEFA Women's Champions League en van start gaan voor het seizoen 2025/26.

## Winnaars
| Jaar    | Kampioen | Tweede |
| ------- | -------- | ------ |
| 2025/26 | nnb      | nnb    |